# نجد في القرون الغامضة
مرت نجد بفترة عصور ظلامية وغامضة في تاريخها. كانت من سنة 200هـ، وامتدت لقرون، حتى قيام إمارة الدرعيَّة سنة 850هـ. وقد غيّبت أخبارها، وأفتقد فيها صورة واضحة المعالم عن تاريخ المنطقة في تلك الحقبة. ويعتقد أكثر المؤرخين المعاصرين بأن أكثر الفترات التاريخية غموضاً في تاريخ نجد؛ هي تلك الحقبة الزمنية الواقعة ما بين سقوط إمارة بني الأخيضر في نهاية القرن الخامس الهجري، إلى منتصف القرن التاسع، والتي امتدَّت لإكثر من 350 سنة. ولقد أنتجت تلك الفترة الكثير من التحولات الرئيسية والتي شكلت واقعنا المعاصر.

## أقوال المؤرخين المعاصرين
لم يتصل تاريخ نجد وينتظم إلا منذ تأسيس الدولة السعودية فقبل تلك الفترة كانت نجد قد أُسدل عليها ستار قاتم، حجزت بموجبه المعلومات التاريخية، إلاّ نتفاً يسيرة تأتي في أماكنَ متناثرة، والوصول إليْها يحتاج إلى بحث مضنٍ وأيضًا لاتعطي الدلالة المطْلوبة. وقد عبّر عنها المؤرخون المعاصرون المهتمون بتاريخ المنطقة. فقال الشيخ حمد الجاسر في حديثة عن تاريخ اليمامة:
وعبّر عنها الشيخ عبدالله بن خميس فقال:
كما أشار الدكتور: عبدالله الشبل لهذه الفترة بوصفها:

## الحالة السياسية
في القرن الثالث الهجري قامت في منطقة نجد دولة مستقلة عن دولة الخلافة العباسية. يطلق عليها الدولة الأخيضرية (252 هـ) وكانت تعتنق المذهب الزيدي. واستمرت حتى سقوطها في منتصف القرن الخامس الهجري على يد القرامطة، وبسقوطها عاشت نجد فراغاً سياسياً إذ أنه لم يكن هناك كيان منظَّم يحكم المنطقة آنذاك، وفي الوقت نفسه لم تعد إليها مركزية الحكم للخلافة العباسية بسبب ضعف الخلافة العباسية ولعدم أهمية منطقة نجد. لذلك كانت نجد تعيش فراغًا سياسيًّا ممّا حدا بها لحالة من الاضطِراب والفوضى، قريبة الشبه بما كان في العصر الجاهلي. فغياب السلطة جعل القبائل في نزاعات وحروب متواصلة، وكانت قوة القبيلة تُقاس بقوة رجالها وسلاحها، لشن الغارات واحتكار الموارد والمراعي. بحيث لايترك القوي مجالاً للضعيف بأن يحظى بنصيبٍ كافٍ منها. يصور ذلك قول: عمرو بن كلثوم:
كانت النزاعات هي السمة الظاهرة لنجد في تلك الفترة. وهذا ماوصفه الرحالة ناصر خسرو في رحلتة بين (437هـ - 444هـ) عند حديثة عن الأفلاج فقال:
وقال في موضعٍ آخر:
ويعبّر عنه النجديون بقولهم: (نجد لمن طالت قناتة(2)) وكذلك أشعار الفرسان في تلك الحقبة كقول ضيف الله العفار(3):
يانجد والله مانزلناك بسلوم
ولا انتي بورث جدودنا بالقدايم
يانجد خذينا فيك حق ٍ ومرسوم
وصفا جنابك عقب نطل العمايم
وقول ابن هذال(4):
حاميك انا يانجد بالرمح والقنا
في لابةٍ تسقي الخصيم امرار
وقول ابن قرملة(5):
 وان كان رمحك باول الخيل ملحوم
فانا برمحي حاميً نجد كله 
هذا الصراع الدائم أدى إلى الهجرات والنزوح والأرتحال المتواصل للقبائل إمّا بسبب الهزيمة التي تؤدي إلى الطرد. وإما بسبب القحط والجدب وقلة الأمطار والأوبئة. من هذه الهجرات هجرة قبيلة بني هلال إلى شمال افريقيا سنة 450هـ يقول شاعرهم:
هذي ثمان سنين ما لاح بارق
ولا مزنة غرا ولا بذار
وكما حدث مع قبيلة عنزة عندما أرتحلوا من نجد إلى شمال الجزيرة العربية واستقر كثير منهم في بلاد الشام وهذا تبينه قصيدة الشيخ: عبد الله بن هذال:
حلفت انا يانجد مارخصك عنـدي
مير الدهـر والوقـت فينـا جـار
سبعة سنينٍ مالمـع فيـك بـارق
مات الحـلال ويبسـت الاشجـار
وكما حدث فی سنة (868 هـ) عندما اشتد الغلاء فی نجد، وأكل الناس المیتات، ومات كثير من الناس جوعاً حتى جلا وهاجر کثیر من أهلها إلی البصرة والأحساء، ووبلدة الزبير. واستمر القحط والغلاء والتهجير والموت حتى سنة (870 هـ). ونتيجة لهذه الهجرات والأوبئة وحالة الفوضى التي سادت نجد، والعزلة التي طالتها، ومافعله الأخضيرون والقرامطة بالسكان، فقد أتسمت تلك الفترة بالغموض وعاشت مرحلة من التاريخ مجهولة، إلا نتفاً ضئيلة من بعض أقوال المؤرخين.

## الحالة الدينية
بالنظر لكلام المؤرخين نجد تباين واختلاف في توضيح الحالة الدينية السائدة في نجد قبل الدعوة. وذلك لانقطاع المصادر عن عصر أشبه مايكون بالجاهلية في أميّته وشريعتة المتوحشة ممّا يجعل أخباره بعيدة عن متناول الرواة. وفي الغالب لم تسلم نجد من الانحرافات وانتشار أنواع البدع والشركيات.كالاستغاثة والتعلق بغير الله تعالى من الأولياء والصالحين، والتبرك بالأحجار والجمادات، والأشجار. وممّا تنقلة الروايات الشفهية أنه لمّا كانت بداية الشيخ : محمد بن عبدالوهاب رحمه الله. أرسل لوادي الدواسر شيخ يقال له (ربيع) وكان الوادي حينها يعيش في جهل وبعد عن الدين فأمرهم بالصلاة جماعة في المسجد وفرض عليهم الزكاة، فقام حاديهم يغني:
ربيع    عودٍ   هبيل
يبغي من الوادي زكاة
لعيون منسوع الجديل
ما عاد  نركع  للصلاة
مع هذا فإنّ بعض المؤرخين قد أعترض على تعميم تدهور الحالة الدينية قبل الدعوة. وأخذوا على من قال بذلك من علماء الدعوة ومؤرخيها بأن ذلك من المبالغة. لمؤيدين دعوة الشيخ: محمد بن عبد الوهاب، ففي العموم تظل المصادر المتوفرة غير متفقة في وصف الحالة التي كان عليها أهل نجد من حيث العقيدة والقيام بأركان الإسلام. مع الأخذ بالاعتبار لما فعله القرامطة في نجد وأرجاء الجزيرة العربية من تعطيل الصلاة والصيام وهدم المساجد، مما ساعد الانغماس في الجهل والتهاون بالشرائع الإسلامية. قال الشاعر: علي بن المقرب العيوني يهجوهم ويبيّن ضررهم على المسلمين.
وأبطلوا الصلواتِ الخمسَ وانتهكوا
شهر الصيام ونصبوا منهمُ صنما
ويقول في بيت أخر:
وما بنوا مسجداً للهِ نعرفهُ
بل كلَ ما أدركوهُ قائماً هُدما
وبالنظر للشعر النبطي لبيان حال تلك الفترة، نستطيع الاستعانة ببعض النماذج، التي عاش شعرائها تلك الحقبة: أمثال: راشد الخلاوي والذي عاش في القرن الثامن الهجري. يبين في بعض شواهدة الحالة التي كانت عند أهل عصرة.
تخليت عن قومي محا الله دارهم
واهمى عليهم من هوامي مصايبة
تخليت عنهم يومهم غار دينهم
ومن غار عنه الدين غارت مشاربة
ويقول أيضاً:
فلا خير في مالٍ عن الله شاغل
ولاخير في دنياٍ عن الله حاجبة
ويرد من قصيدة (الكليف) أحد شعراء القرن التاسع، قولة
الحق في كتب النبي محمد
والسيف عن عيلاتها يبرى لها
ومن الشواهد التي تبيّن تمام مكارم الأخلاق، وتنزيه النفس عن الفحش والحرام. قول أبو حمزة العامري من شعراء نهاية القرن السابع.
تأبى عن الطمع الزهيد نفوسنا
وفروجنا تأبى عن الفحشائي
ومن شواهد القرن الثالث عشر الهجري، قول الفارس: تركي بن حميد:
واخير منها ركعتينً بالاسحار
لاطاب نوم اللي حياته خسارة
وفي القرون المتأخرة، بداية توحيد الدولة السعودية الثالثة يقول الفارس: سيف الحكرة(6)
قلت: يابنت ويش العلم والتبريج(7) عيب
قالت: العلم يالعيال الدبش اقفي علاه

## نشأة القبائل
كانت القبائل الموجودة في نجد قبل وجود القرامطة هي القبائل القديمة المعروفة، وبعد انكسارهم سنة 470هـ ظهرت أسماء قبائل جديدة واختفت أسماء قبائل قديمة، وذلك نتيجة ظروف وتغيرات وأسباب رئيسية. ممّا كوّن القبائل المعاصرة والموجودة بوقتنا الحاضر والتي هي بالأصل تحالفات. قامت على أسباب سياسية كتباين القوى. يقول حمد الجاسر«ومعلوم أن أي قبيلة تبلغ درجة من القوة والمنعة . ينحاز إليها من فروع القبائل الأخرى من هو أضعف منها.فهذه عادة القبائل، القليل أو الضعيف يقوي نفسه باللحاق بقبيلة أقوى أو أكثر منه .
» ويقول في موضعً آخر:«ومعلوم أن التكوينات القبلية الكبرى مثل عنزة وشمر والمنتفق ومطير وعتيبة وقحطان هي عبارة عن مجموعات من الاحلاف وليس كل من ينتسبون لها ويتسمون باسمها ينحدرون من جد واحد ، كما تدعي الأيديولوجيا القبلية .» وقد لا يكون كلام حمد الجاسر صحيحا بالكامل حيث انه عتيبة لا تعتبر من القبائل المتحالفة ويعتبر عدد المتحالفين فيها قليل حسب ما قال محمد بن ناصر أبو حمرا، وقد يحدث أن شخص من القبيلة يقتل شخصاً آخر فيترتب على ذلك النظام القبلي (الدم بخمسة). هذا النظام يسمح لإقارب المقتول بأن يقتصوا من أقارب الجاني -ان لم يظفروا بالجاني- حتى الجد الخامس، بمعنى ان لم يظفروا به فبأحد أقاربة من أخوته أو أبناء عمومته، وهكذا حتى يصل إلى أحد الذين ينتسبون إليه في خامس جد ممّا يحدي بالمنتسبين للجد الخامس في غالب الأحيان إلى الارتحال من القبيلة. فتنزع عادة للانضمام إلى قبائل أقوى لدرء الخطر، وذلك الالتحاق يتم عن طريق ذبح (شاة الحلف). ويدعون لها شيوخ وأعيان القبيلة ليكونوا شهوداً على الحلف وهي بمثابة القسم على أنهم جماعة واحدة وأن حليفهم (يدّي مدّاهم، ويجلي مجلاهم) أي يؤدي مايؤدون من المغارم ويجلي معهم إذا جلوا عن ديارهم. وقد يكون ذلك التحالف من هزيمة قبيلة في حرب، وتكون هذه الهزيمة قاصمة على المهزوم، مما يجعلها تُطرد فترحل من ديارها فيبقى من هذه القبيلة بقية ضعيفة ونزايع تكون عرضه للخطر فتحتاج إلى الاحتماء فتضطر للالتحاق بقبيلة تعتبر قريبه لها في الدم أو تدخل في قبيلة قوية تلتجأ بها. ويظل استمرار هذا الحلف وبقائة يتوقف على استمرارية المصالح المشتركة بينهم، أو على ظروف خارجة عن إرادتهم، ومع تغير المصالح والظروف.يتغير هذا الحلف ويتشكل استجابةً لهذه التغيرات. وعلى هذا فإن انعدام الظروف والتغيرات يطيل من عمر هذا الحلف لمئات من السنين، حتى ينسى احفادهم بأنهم حلفاء، ويظنون بأنهم أنحدروا من جد واحد.

## حواش
- 1 القنا: جمع، ومفردها : القناة وهي جسم الرمح كله عدا السنان والزج.[36]
- 2 هو الشيخ والفارس: ضيف الله العفار بن تركي بن حميد من برقا من عتيبة.
- 3 هو الشيخ والفارس: عبد الله بن ماجد بن عبد الله الهذال من شيوخ عنزة.
- 4 هو الشيخ والفارس: محمد بن هادي بن قرملة شيخ قحطان
- 5. يقال أن قائل الابيات الفارس الاصلع بن صلال ال ثويمر الرجباني الدوسري.
- 6 سيف بن ماضي بن بويتل بن دخيل الله المصيفقيق المرشدي العتيبي.أُشتهر بلقب (الحكره)
- 7 يقصد بالتبريج أيّ التبرج لوجه المرأة.